# アッル・ラーマリンガイヤ
アッル・ラーマリンガイヤ（Allu Ramalingaiah、1922年10月1日 - 2004年7月31日）は、インドのテルグ語映画で活動したコメディアン。生涯で1000本以上の映画に出演した。

## 人物
青年期は独立運動家として活動し、1942年にインドから出て行け運動に参加して植民地警察に逮捕されている。社会福祉にも関心を示しており、死後に娘婿チランジーヴィが運営するチランジーヴィ・アイバンクに眼球を提供している。またホメオパシーの資格を所有していた。

## キャリア
1953年公開の『Puttillu』で俳優デビューし、2004年公開の『Jai』が遺作となった。代表作には『幻想市場』『Missamma』『Mutyala Muggu』『シャンカラーバラナム 不滅のメロディ』『Saptapadi』『Yamagola』があり、1980年代にはラオ・ゴーパール・ラオやナーガブーシャナムと共に悪役を数多く演じた。

## 受賞歴
- パドマ・シュリー勲章（1990年）[5]
- フィルムフェア賞 南インド映画部門生涯功労賞（英語版）（1999年）[1]
- ラグパティ・ヴェンカイアー賞（2001年）[1]